# Hildegard Grosche
Hildegard Wilma Maria Grosche, geb. Hildegard von Roosz (* 21. Juni 1913 in Recaş, Banat, Österreich-Ungarn; † 25. Dezember 2006 in Stuttgart) war eine deutsche Verlegerin und Übersetzerin.

## Leben
Hildegard von Roosz wuchs als Tochter eines Berufsoffiziers im Osten der Österreichisch-Ungarischen Monarchie deutsch- und ungarischsprachig auf. Nach dem Abitur studierte sie Finnisch und Ungarisch an der Universität Münster und in Berlin, wo sie nach Abschluss ihrer Studien im Ungarischen Seminar tätig war. 1949 gründete sie in Stuttgart gemeinsam mit Eugen Gerstenmaier, Otto Heinrich Fleischer, Herausgeber von Christ und Welt, sowie Paul Collmer den Steingrüben Verlag, benannt nach einer ehemaligen Flakbaracke, wo sie neben der Redaktion von Christ und Welt Unterkunft fand.
Der Verlag publizierte Sachbücher zur Zeitgeschichte, u. a. von Erwin Wickert, Jürgen Thorwald oder Klaus Harpprecht, später auch theologische, belletristische und geisteswissenschaftliche Werke, darunter von Autoren wie George F. Kennan (Friedenspreis des Deutschen Buchhandels 1982), Paul Tillich, Ivo Andrić (Nobelpreisträger für Literatur des Jahres 1961), Arno Schmidt oder Emil Barth, aus der Weltliteratur Iwan Alexandrowitsch Gontscharow oder Thomas de Quincey.
Hildegard Grosche war die erste deutsche Verlegerin von William Faulkner, Tibor Déry, Wolfgang Koeppen und Peter Härtling.
Anfang der 1960er Jahre übernahm sie zusätzlich den Goverts Verlag. Anfang der siebziger Jahre ging der Steingrüben Verlag in der Holtzbrinck-Gruppe auf.
Hildegard Grosche widmete sich daraufhin ganz der Literaturvermittlung und dem Übersetzen aus dem Ungarischen: István Örkény, Miklos Mészöly sowie vor allem Péter Nádas gehörten zu ihren Autoren. Sie engagierte sich an leitender Stelle im Freundeskreis zur Förderung literarischer und wissenschaftlicher Übersetzungen und galt als „Doyenne der Übersetzerzunft“.
Hildegard Grosche starb im Alter von 93 Jahren im Dezember 2006 in Stuttgart.